# Viitasaari (ö i Södra Savolax, S:t Michel, lat 61,92, long 26,84)
Viitasaari är en ö i Finland. Den ligger i sjön Puula och i kommunen Kangasniemi i den ekonomiska regionen  S:t Michel och landskapet Södra Savolax, i den södra delen av landet, 220 km nordost om huvudstaden Helsingfors. Öns area är 3 hektar och dess största längd är 440 meter i sydöst-nordvästlig riktning.